# TT Circuit Assen
Pour les articles homonymes, voir Assen (homonymie).
Le circuit d'Assen est un circuit automobile et moto, de 4,555 km situé à 5 km au sud-ouest de la ville d'Assen dans la province de la Drenthe, aux Pays-Bas.
À ses débuts en 1925, c'est alors un circuit provisoire de 28,57 km tracé sur des routes de campagne pavées de briques. Ce n'est qu'en 1955 qu'un circuit permanent de 7,705 km est construit. Le circuit actuel est le résultat d'une profonde évolution réalisée en 2006.
Le complexe peut accueillir 100 000 spectateurs et offre 60 000 places assises.
Depuis sa création, il s'y déroule tous les ans le Grand Prix moto des Pays-Bas appelé aussi le Dutch TT, ainsi que, depuis le début des années 1980, une manche du championnat du monde de Superbike. De même que le « motodrome » d'Hockenheim, ce circuit a été conçu pour les motos.
En septembre 2007, le circuit a également accueilli une manche de l'ancien championnat Champ Car.

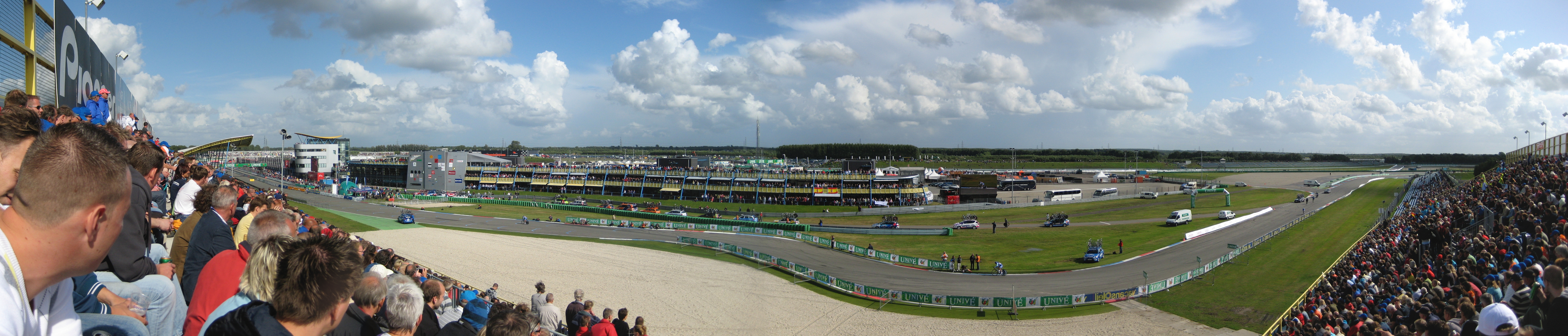
Une vue du circuit depuis les tribunes en 2009.

Le circuit accueille le truckstar festival depuis 1980. Il rassemble environ 2 200 camions chaque année.

## Tracé

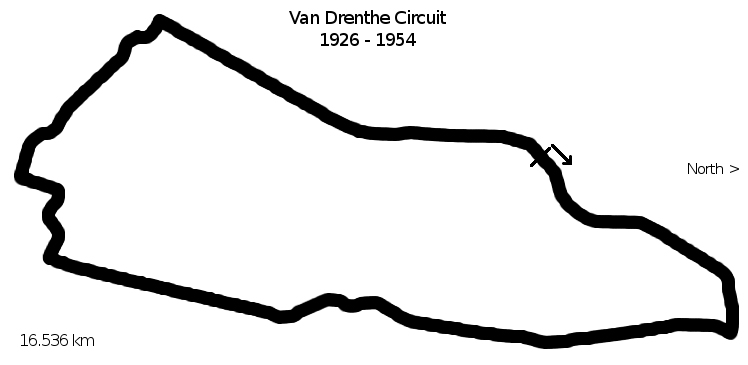
Le circuit de 1926 a 1954.
Le circuit de 1984 a 2005.
Le circuit depuis 2006.